# Giovanni Gualberto
Giovanni Gualberto Magli (* vor 1607 in Florenz; † 1625 ebenda) war ein italienischer Opernsänger (Kastrat, Mezzosopran), dessen aktive Zeit als Sänger im ersten Viertel des 17. Jahrhunderts lag.

## Leben
Er wurde geboren in Florenz und studierte Gesang bei Giulio Caccini, bevor er am 23. August 1604 Musiker im Haus der Medici wurde. 1607 war er am Hof von Francesco IV. Gonzaga in Mantua und nahm zusammen mit Girolamo Bacchini an der Premiere der Oper L’Orfeo von Claudio Monteverdi teil, in der Rolle von La Musica und Proserpina und möglicherweise noch einer anderen Rolle. Der Musikwissenschaftler und Historiker Hans Redlich schreibt irrtümlich Magli die Rolle des Orfeo zu. Im Jahr 1608 sang er zu den Hochzeitsfeierlichkeiten von  Cosimo II. de’ Medici, Großherzog von Toskana und Maria Magdalena von Österreich. Im Oktober 1611 bekam er zwei Jahre bezahlten Urlaub von Antonio de’ Medici (1576–1621), um in Neapel zu forschen. Er verließ die Dienste der Medici 1615 für ein musikalisches Engagement am Hofe Johann Sigismunds, des Kurfürsten von Brandenburg. Dort blieb er bis September 1622. Er wurde begraben in Florenz am 8. Januar 1625.